# Kvirinovi poetski susreti
Kvirinovi poetski susreti najznačajnija je pjesnička manifestacija u Hrvatskoj koja se održava u Sisku. Organizator Susreta je Matica hrvatska Sisak.
Prvi su Susreti održani 1997. godine. Na Susretima se dodjeljuju dvije nagrade: Nagrada sv. Kvirina za ukupan doprinos hrvatskom pjesništvu i nagrada za najbolju knjigu poezije autorima do 35. godina starosti objavljenu između dva Susreta.
Plaketu sv. Kvirina, rad akademskog kipara Zlatka Brkića, za ukupan doprinos hrvatskom pjesništvu i nagrada za najbolju knjigu poezije objavljenu između dva Susreta dobili su: 
- Stjepan Vladimir Letinić, 1997., za inicijativu pokretanja Susreta;
- Tito Bilopavlović, 1998.;
- Miroslav Slavko Mađer, 1999.;
- Dragutin Tadijanović, 2000.; Ivica Prtenjača: "Pisanje oslobađa",
- Zvonimir Mrkonjić, 2001.; Drago Glamuzina: "Mesari"
- Zvonko Maković, 2002.; Damir Radić: "Jagode i čokolada",
- Branimir Bošnjak, 2003.; Romeo Mihaljević: "Noćni jezik",
- Borben Vladović, 2004.; Marijana Radmilović: "Bolest je sve uljepšala",
- Milorad Stojević, 2005.; Ana Brnardić: "Valcer zmija",
- Slavko Jendričko, 2006.; Ivana Bodrožić: "Prvi korak u tami",
- Ivan Rogić Nehejev, 2007.; Marko Pogačar: "Pijavica nad santa Cruzom",
- Branko Čegec, 2008.; Franjo Nagulov: "Tanja",
- Tea Rimay Benčić, 2010.
- Sonja Manojlović, 2011.; Branislav Oblučar: "Pucketanja"
- Boris Domagoj Biletić, 2012.; Vanja Jambrović: "Pjesme za vunene noći"
- Krešimir Bagić, 2013.; Davor Ivankovac: "Freud na Facebooku"
- Stipe Odak: 2014.; "Trobojno bijelo"
- Delimir Rešicki, 2015.; Nataša Nježić: "Soba 99"
- Petar Gudelj, 2016.
- Miroslav Mićanović, 2017.
- Branko Maleš, 2018.
- Zvonko Kovač, 2019.
- Andriana Škunca, 2020.
- Gordana Benić, 2021.

Sveti Kvirin bio je sedmi sisački biskup u vrijeme cara Dioklecijana i progona kršćana. Iz Siska je bio prognan i u Mađarskoj osuđen na smrt bacanjem u rijeku s mosta s mlinskim kamenom oko vrata. Postao je mučenikom i proglašen je svetim. O njegovu značaju govori i podatak da ga je spomenuo pokojni papa Ivan Pavao II. za vrijeme svog boravka u Hrvatskoj. Upravo zbog štovanja sv. Kvirina, zaštitnika grada Siska, osmišljeni su i poetski susreti. 